# Eveliina Summanen
Eveliina Summanen (Espoo, 29 maggio 1998) è una calciatrice finlandese, centrocampista del Tottenham e della nazionale finlandese.

## Palmarès
- Coppa di Finlandia: 1

HJK: 2017

### Altri piazzamenti
- Campionato finlandese:

HJK: 2018